# Lac de Pouey Mourou
Le lac de Pouey Mourou est un  lac pyrénéen français situé administrativement dans la commune de Gavarnie-Gèdre dans le département des Hautes-Pyrénées, dans le Lavedan en Occitanie.
Le lac a une superficie de 0,4 ha pour une altitude de 2 600 m.

## Toponymie
En occitan, pouey signifie « monticule ».

## Géographie
Le lac de Pouey Mourou est  un lac naturel situé dans l'enceinte du parc national des Pyrénées, dans la vallée d'Ossoue.

### Topographie
|                        | Lac Glacé d'Estom Soubiran (2 565 m) | Pic du Sud d’Aspé (2 924 m) |
| Pouey Mourou (2 848 m) | lac de Pouey Mourou                  | Pic de la Badète (2 763 m)  |
|                        |                                      |                             |

### Hydrographie
Le lac a pour émissaire le ruisseau de Labassa affluent du ruisseau des Oulettes.

## Protection environnementale
Le lac est situé dans le parc national des Pyrénées et fait partie d'une zone naturelle protégée, classée ZNIEFF de type 1 : Vallons d'Ossoue et d'Aspé  et de type 2 : Haute vallée du gave de Pau : Vallées de Gèdre et Gavarnie.

## Voies d'accès
Le lac de Pouey Mourou est accessible par le versant nord depuis la Fruitière par le sentier du lac d'Estom et son refuge, prendre le sentier de Labas en direction du refuge Baysselance par le col de Labas.
Par le versant sud, par la vallée d'Ossoue on y accède depuis Gavarnie par une piste qui passe par la cabane de Milhas pour conduire au barrage d'Ossoue (1 834 m) puis par le sentier du lac des Gentianes.